# Padraic Rowan
Padraic Rowan (auch Pádraic Rowan; * 1990 im County Meath) ist ein irischer Opern- und Konzertsänger (Bassbariton).

## Leben
Padraic Rowan stammt aus Dunboyne in der Grafschaft Meath im Osten Irlands, wo er das St. Peter’s College besuchte. Sein Großvater war Sean-nós-Sänger, die Familie hatte sonst aber keinerlei Bezug zum Gesang oder zur Oper. In seiner Jugend lernte Rowan Klavier.
Er absolvierte zunächst ein Grundstudium im Studiengang „Internationale Beziehungen“ an der Dublin City University, bevor er sich für die Sängerlaufbahn entschied. Er studierte, von Mary Brennan und Brenda Hurley ausgebildet, Gesang an der Royal Irish Academy of Music in Dublin. 2013 beendete er sein Studium mit dem Master-Abschluss.
Seine ersten professionellen Erfahrungen machte Padraic Rowan mit kleinen Partien bei der Wexford Festival Opera, bei der Glyndebourne Festival Opera, den BBC Proms und an der Brooklyn Academy of Music. In der Opernsaison 2013/14 war er für mehrere Partien beim Glyndebourne Festival und bei der Glyndebourne Touring Opera als Cover engagiert. 2015 sang er an der Northern Ireland Opera die Rollen „Erster Soldat“ in Salome und „Mandarin“ in Calixto Bieitos Turandot-Inszenierung. In der Saison 2015/16 war er an der Irish Youth Opera als Diener Lesbo in der Händel-Oper Agrippina zu hören. Im Mai/Juni 2016 sang er die Partie des Colline in La Bohème bei der Opera Theatre Company. Im Rahmen der „Les Azuriales Opera“ in Nizza sang er 2016 die Rolle des Betto di Signa in Gianni Schicchi.
In der Spielzeit 2016/17 war Padraic Rowan Mitglied im Opernstudio der Staatsoper Stuttgart. Dort übernahm er bereits einige kleine und mittlere Rollen in Produktionen des Großen Hauses, unter anderem die Partien Conte di Ceprano in Rigoletto, Masetto in Don Giovanni, Oberpriester des Baal in Nabucco und 5. Jude in Salome. In Demis Volpis Neuinszenierung der Britten-Oper Tod in Venedig war er als Fremdenführer besetzt. In den Spielzeiten 2017/18 und 2018/19 war er weiterhin an der Staatsoper Stuttgart engagiert.
In der Spielzeit 2017/18 gastierte er am Landestheater Coburg, unter anderem als Figaro (Le nozze di Figaro), Angelotti (Tosca) und Alidoro in La Cenerentola. Im Sommer 2018 debütierte er bei den Salzburger Festspielen in L’incoronazione di Poppea unter der Leitung von William Christie. In der Spielzeit 2018/19 sang er an der Staatsoper Stuttgart den Fürst Yamadori in einer Neuinszenierung von Madama Butterfly. An der Irish National Opera gastierte er in der Saison 2018/19 mit der Partie des Sprechers in einer Neuinszenierung der Mozart-Oper Die Zauberflöte. Im Juni 2019 übernahm er an der Neville Holt Opera in Leicestershire die Partie des Theseus in der Britten-Oper A Midsummer Night's Dream.
Seit der Spielzeit 2019/20 gehört Padraic Rowan zum Ensemble der Deutschen Oper Berlin. Zu den Rollen in seiner ersten Spielzeit gehören unter anderem Zuniga in Carmen, der Mesner in Tosca und der Altgesell in Jenůfa. Außerdem ist er für die Neuinszenierungen von A Midsummer Night’s Dream (als Theseus) und Das Rheingold (als Donner, Regie: Stefan Herheim) geplant. Im Frühjahr 2020 debütiert er an der Semperoper Dresden als Méru in Die Hugenotten.
Padraic Rowan ist regelmäßig auch als Konzertsänger aktiv. Zu seinem Repertoire gehören unter anderem die Basspartien in Bachs Matthäus-Passion und der h-Moll-Messe, Mozarts Requiem und c-Moll-Messe, Haydns Die Schöpfung oder John Stainers Oratorium „The Crucifixion“. Im Frühjahr 2017 sang er die Bass-Partie im Händel’schen Messias mit der Staatskapelle Halle, außerdem 2017 mit dem RTÉ Concert Orchestra in Irland. In der Konzertsaison 2017/18 nahm Padraic Rowan als Solist mit dem „Jardin des Voix“ an einer Tournee des Ensembles „Les Arts Florissants“ unter der Leitung von William Christie und Paul Agnew teil. Im Frühjahr 2019 war er Solist in der Bach’schen Matthäus-Passion mit dem RTÉ National Symphony Orchestra in der National Concert Hall in Dublin. Anfang April 2019 sang er die Bass-Partie in der Johannespassion zusammen mit den Stuttgarter Hymnus-Chorknaben und Martin Petzold.
Padraic Rowan lebt in Berlin.

## Auszeichnungen
Rowan erhielt mehrere Stipendien und gewann mehrfach Gesangsspreise.
- 2013: Irené Sandford Award der Royal Irish Academy of Music
- 2014: Glyndebourne Wessex Award[22]
- 2016: Erster Preis beim Internationalen Gesangswettbewerb „Les Azuriales“[23]